# Kryotron

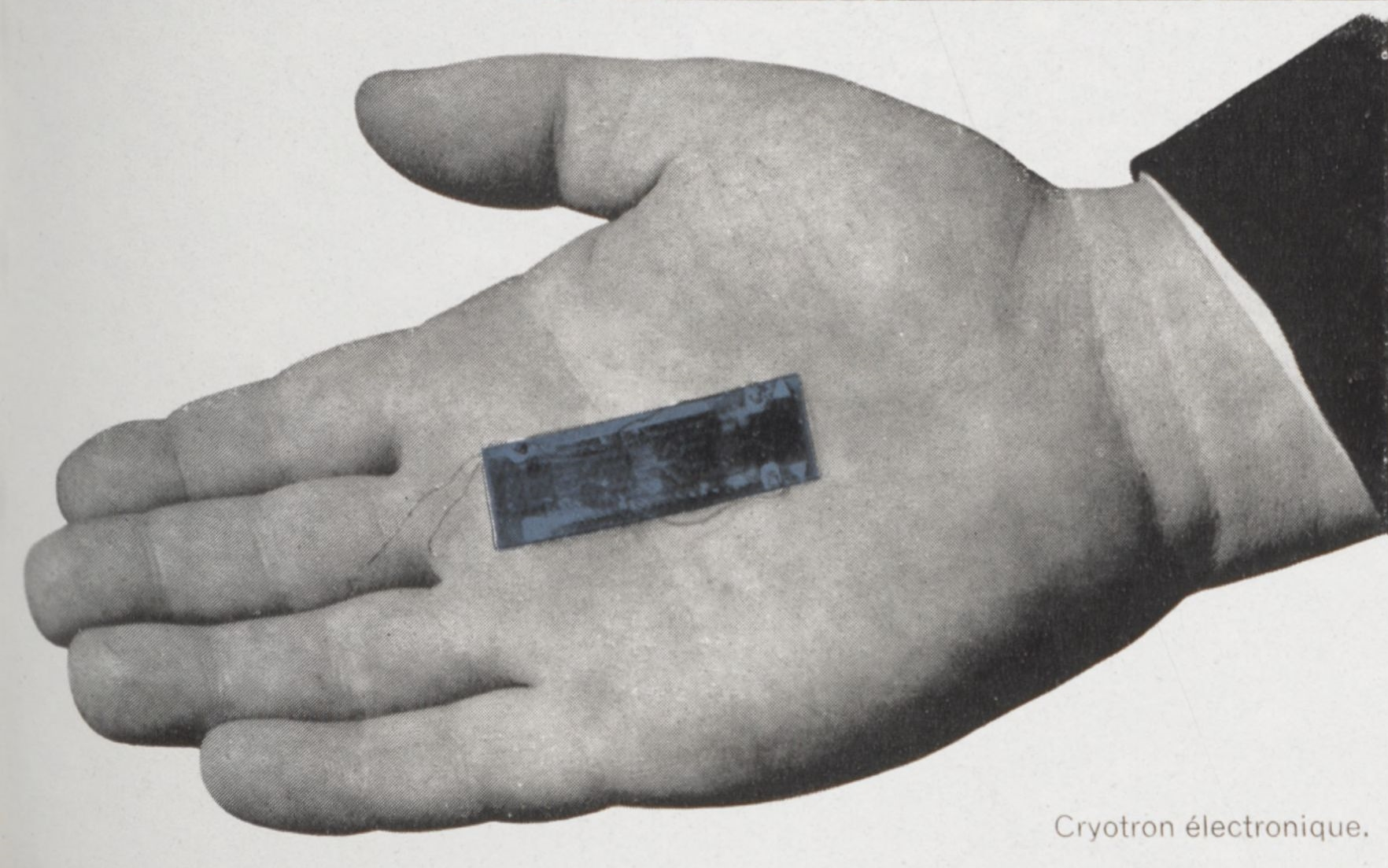
Ein Kryotron (1959)

Ein Kryotron (kryos (griech.) = Frost, tron (griech.) = Vorrichtung) oder Supraleiterschaltelement ist ein Schalter, dessen Wirkungsweise auf dem Prinzip beruht, dass sich Supraleitung durch magnetische Felder unterdrücken lässt.
Das Kryotron besteht aus einem Stück Tantal, das mit einer Spule aus Niob umwickelt ist und bei Temperaturen von flüssigem Helium betrieben wird. Aufgrund der Supraleitung fließt Strom widerstandsfrei durch das Tantal hindurch. Wird jedoch Strom durch die Niobspule geleitet, bricht aufgrund des induzierten Magnetfeldes die Supraleitung im Tantal zusammen, wodurch der Strom abgeschwächt oder unterbrochen wird.